# Adolf Meyn
Adolf Meyn (* 4. September 1898 in Krümse; † 7. Mai 1962 in Warthausen) war ein deutscher Veterinär und Hochschullehrer.

## Leben
1916 bis 1918 nahm Meyn am Ersten Weltkrieg teil. 1924 promovierte Meyn zum Dr. med. vet. in Veterinärhygiene an der Tierärztlichen Hochschule Hannover über das d'Hérellesche Phänomen, 1924 bis 1927 war er dort Assistent. Im Jahre 1930 habilitierte er sich für Tierseuchenlehre an der Universität Leipzig mit der Arbeit Zur Morphologie und Biologie des Rauschbrandbazillus. Von 1930 bis 1937 lehrte er als Privatdozent für Tierseuchenlehre an der Veterinärmedizinischen Fakultät der Universität Leipzig, dort 1937/38 als nichtplanmäßiger außerordentlicher Professor und 1938 bis 1945 als ordentlicher Professor für Veterinärhygiene, Seuchenlehre und Veterinärpolizei. Im November 1933 unterzeichnete er das Bekenntnis der deutschen Professoren zu Adolf Hitler. 1935 bis 1938 war er Direktor am Bakteriologischen und Milchhygienischen Untersuchungsamt Leipzig und 1938 bis 1945 Direktor des Tierseucheninstituts der Universität Leipzig. 1940 bis 1942/43 war er kommissarischer Stellvertreter des NS-Dozentenbundführers an der Universität Leipzig. Von 1941 bis 1945 nahm er am Zweiten Weltkrieg teil und geriet bis 1946 in Kriegsgefangenschaft.
Seit 1946 wurde er Direktor am Bakteriologischen Institut Warthausen. Seit 1952 leitete er die Zentralstelle für Bekämpfung der Rindertuberkulose am Bundesministerium für Ernährung, Landwirtschaft und Forsten in Bonn. Seit 1952 hatte er einen Lehrauftrag für Tierseuchenlehre an der Universität Tübingen und war 1955 bis 1962 ordentlicher Professor für Tierhygiene an der Universität München.

## Schriften
- (mit Karl Nieberle): Tuberkulose und Fleischhygiene. Untersuchungen über die pathologische Anatomie und Pathogenese der Tuberkulose mit besonderer Berücksichtigung ihrer Bedeutung für die Beurteilung des Fleisches der tuberkulösen Schlachttiere, Jena 1938
- Bestimmungsschlüssel für die Gattungszugehörigkeit von Bakterien, Stuttgart 1952